# Бойница (община)
Вижте пояснителната страница за други значения на Бойница.
Община Бойница се намира в Северозападна България и е една от съставните общини на Област Видин. Общински център е село Бойница.

## География

### Географско положение, граници, големина
Общината е разположена в северозападната част на Област Видин. С площта си от 183,361 km2 заема 8-о място сред 11-те общините на областта, което съставлява 6,13% от територията на областта. Границите ѝ са следните:
- на североизток – община Брегово;
- на изток – община Видин;
- на юг – община Кула;
- на запад и север – Република Сърбия.

### Релеф, води

#### Релеф
Релефът на общината е предимно хълмист. Територията ѝ попада в най-северозападната хълмиста част на Западната Дунавска равнина. Тук тази област носи названието Бачията, която е прорязана от югозапад на североизток от дълбоките долини на р. Тополовец и нейните леви притоци Рабровска и Делейнска река. Южно от заличеното през 2012 г. село Халовски колиби, на границата с Република Сърбия се намира най-високата точка на общината – връх Бачище 372 m н.в., а в най-източната точка на общината, в долината на река Тополовец се намира най-ниската ѝ точка – 80 m н.в.

#### Води
Цялата община попада във водосборния басейн на река Тополовец (десен приток на Дунав), която протича в източната ѝ част, по границата с общините Кула и Видин. От югозапад на североизток със своето средно и долно течение протича Рабровска река (ляв приток на Тополовец), а в най-северната част е изворът и най-горното течение на Делейнска река (също ляв приток на Тополовец).
На високия и стръмен ляв бряг на Рабровска река, на около 2 km преди устието ѝ се намира средновековния Албутинския скален манастир, който сега не е действащ.

## Населени места
Общината има 8 населени места с общо население 763 жители според преброяването от 7 септември 2021 г.
| Населено място                                                          | Преброяване (от септември 2021) | По настоящ адрес (ГРАО от 15 септември 2024) | Площ (km²) | Гъстота (д/km²) | Надморска височина (м) |
| ----------------------------------------------------------------------- | ------------------------------- | -------------------------------------------- | ---------- | --------------- | ---------------------- |
| Бойница                                                                 | 308                             | 391                                          | 63,084     | 6.2             | 241                    |
| Бориловец                                                               | 109                             | 110                                          | 10,229     | 10.75           | 266                    |
| Градсковски колиби                                                      | 3                               | 11                                           | 9,291      | 1.18            | 322                    |
| Каниц (Фунден)                                                          | 1                               | 0                                            | 6,917      | 0               | 205                    |
| Периловец                                                               | 24                              | 23                                           | 30,168     | 0.76            | 273                    |
| Раброво                                                                 | 273                             | 273                                          | 35,037     | 7.79            | 268                    |
| Шипикова махала                                                         | 2                               | 3                                            | 2,96       | 1.01            | 290                    |
| Шишенци                                                                 | 43                              | 54                                           | 28,291     | 1.91            | 271                    |
| Общо за общината:                                                       | 763                             | 865                                          | 187,361    | 4.62            |                        |
| Населените места с кмет са със зелен фон, а тези без кметство – с жълт. |                                 |                                              |            |                 |                        |

## Административно-териториални промени
- Указ № 162/обн. 8 април 1931 г. – признава н.м. Градсковски колиби за м. Градсковски колиби;
- Писмо № 6783/обн. 2 юни 1932 г. – признава н.м. Шипиковска махала за м. Шипиковска махала;

– признава н.м. Халовски колиби за м. Халовски колиби;
- МЗ № 2820/обн. 14 август 1934 г. – преименува с. Фунден на с. Каниц;
- Указ № 960/обн. 4 януари 1966 г. – осъвременява името на м. Шипиковска махала на м. Шипикова махала;
- На основание §7 (т.3) от Закона за административно-териториалното устройство на Република България (ДВ, бр. 63/14 юли 1995 г.) всички махали, колиби, гари, минни и промишлени селища придобиват статут на села.
- Реш МС № 855/обн. ДВ бр. 82/26 октомври 2012 г. – заличава с. Халовски колиби и присъединява землището му към с. Шишенци.

## Население
Според преброяването през 2021 г. населението на общината е 763 души, от които 341 мъже и 422 жени.
| Община Бойница                                  | Община Бойница | Община Бойница | Община Бойница | Община Бойница | Община Бойница | Община Бойница | Община Бойница | Община Бойница | Община Бойница | Община Бойница | Община Бойница |
| ----------------------------------------------- | -------------- | -------------- | -------------- | -------------- | -------------- | -------------- | -------------- | -------------- | -------------- | -------------- | -------------- |
| Година                                          | 1934           | 1946           | 1956           | 1965           | 1975           | 1985           | 1992           | 2001           | 2011           | 2021           |                |
| Население                                       | 10037          | 9949           | 8805           | 7297           | 5466           | 4121           | 3330           | 2270           | 1341           | 763            |                |
| Източници: Национален Статистически Институт, , |                |                |                |                |                |                |                |                |                |                |                |

### Население по възраст
| Население по възрастови групи към септември 2021 година | Население по възрастови групи към септември 2021 година | Население по възрастови групи към септември 2021 година | Население по възрастови групи към септември 2021 година | Население по възрастови групи към септември 2021 година | Население по възрастови групи към септември 2021 година | Население по възрастови групи към септември 2021 година | Население по възрастови групи към септември 2021 година | Население по възрастови групи към септември 2021 година | Население по възрастови групи към септември 2021 година | Население по възрастови групи към септември 2021 година | Население по възрастови групи към септември 2021 година | Население по възрастови групи към септември 2021 година | Население по възрастови групи към септември 2021 година | Население по възрастови групи към септември 2021 година | Население по възрастови групи към септември 2021 година | Население по възрастови групи към септември 2021 година | Население по възрастови групи към септември 2021 година | Население по възрастови групи към септември 2021 година |
| ------------------------------------------------------- | ------------------------------------------------------- | ------------------------------------------------------- | ------------------------------------------------------- | ------------------------------------------------------- | ------------------------------------------------------- | ------------------------------------------------------- | ------------------------------------------------------- | ------------------------------------------------------- | ------------------------------------------------------- | ------------------------------------------------------- | ------------------------------------------------------- | ------------------------------------------------------- | ------------------------------------------------------- | ------------------------------------------------------- | ------------------------------------------------------- | ------------------------------------------------------- | ------------------------------------------------------- | ------------------------------------------------------- |
| Общо                                                    | 0 – 4                                                   | 5 – 9                                                   | 10 – 14                                                 | 15 – 19                                                 | 20 – 24                                                 | 25 – 29                                                 | 30 – 34                                                 | 35 – 39                                                 | 40 – 44                                                 | 45 – 49                                                 | 50 – 54                                                 | 55 – 59                                                 | 60 – 64                                                 | 65 – 69                                                 | 70 – 74                                                 | 75 – 79                                                 | 80 – 84                                                 | 85+                                                     |
| 763                                                     | 13                                                      | 9                                                       | 10                                                      | 14                                                      | 16                                                      | 13                                                      | 13                                                      | 16                                                      | 29                                                      | 37                                                      | 43                                                      | 57                                                      | 70                                                      | 94                                                      | 125                                                     | 92                                                      | 53                                                      | 59                                                      |

Данни към 2011 г. за:
- Семейно положение: неженени/неомъжени – 18,9%; женени/омъжени – 44,7%; разведени – 8%; вдовци/вдовици- 28,4%.
- Фактическо семейно положение: не в брак (не в съжителство) – 50,4%; в брак – 43,6; в съжителство без брак – 6%.
- Образование: никога не посещавали училище – 1,2%; незавършено начално – 2,5%; Начално – 14,2%; основно – 41%; средно – 36,3%; висше – 4,8%.
- Икономическа активност: заети – 18%; безработни – 4,6%; учещи – 0,7%; пенсионери – 72,5%; други – 4,2%.

### Етнически състав
| Етноси в община Бойница (2011) | Етноси в община Бойница (2011) | Етноси в община Бойница (2011) | Етноси в община Бойница (2011) | Етноси в община Бойница (2011) |
| ------------------------------ | ------------------------------ | ------------------------------ | ------------------------------ | ------------------------------ |
| Етническа група                |                                |                                | процент                        |                                |
| българи                        | българи                        |                                | 100%                           | 100%                           |
| други и неопределени           | други и неопределени           |                                | 0%                             | 0%                             |

По етническа група от общо 1120 самоопределили се (към 2011 година):
- българи: 1095

## История
На 17 ноември 2011 година българското правителство начело с Бойко Борисов съобщава, че китайска компания е взела под аренда 20 000 декара земеделска земя във Видинско, като по-голямата част от масивите са в община Бойница. Фирмата ще отглежда царевица, люцерна и слънчоглед, като продукцията ще се изнася в Китай.

## Политика

### Общински кмет
- 2019 – Анета Стойкова Генчева ГЕРБ печели на първи тур с 91,67% - единствен кандидат.
- 2015 – Анета Стойкова Генчева ГЕРБ печели на първи тур с 66,26% срещу Петър Пенков Иванов от АБВ с 23,51%.
- 2011 – Анета Стойкова Генчева (НДСВ и БСП) печели на първи тур с 58,34% срещу Людмил Атанасов подкрепен от БЗНС с 20,89%.
- 2007 – Анета Стойкова Генчева (НДСВ) печели на първи тур с 66,06% срещу Богдан Цоков подкрепен от БСП и ДПС
- 2003 – Богдан Цоков (Българска социалдемокрация) печели на втори тур с 52% срещу Анета Генчева (НДСВ).
- 1999 – Богдан Цоков (Българска евролевица) печели на втори тур с 56% срещу Недялко Петров (ОДС).
- 1995 – Богдан Цоков (независим) печели на първи тур с 50% срещу Милчо Цоков (Предизборна коалиция БСП, БЗНС Александър Стамболийски, ПК Екогласност).

### Общински съвет
2007
| Партия или сдружение | Партия или сдружение                                    | 2007 |
| -------------------- | ------------------------------------------------------- | ---- |
|                      | НДСВ                                                    | 6    |
|                      | Коалиция „Българска социалистическа партия“ (БСП и ДПС) | 4    |
|                      | ГЕРБ                                                    | 1    |

2011
| Партия или сдружение | Партия или сдружение | 2011 |
| -------------------- | -------------------- | ---- |
|                      | НДСВ                 | 5    |
|                      | БСП                  | 2    |
|                      | ГЕРБ                 | 2    |
|                      | БЗНС                 | 2    |

## Транспорт
През общината преминава частично участък от 30,2 km от Републикански път III-121 (от km 17,6 до km 47,8) от Републиканската пътна мрежа на България.

## Топографска карта
- Лист от карта K-34-9. Мащаб: 1 : 100 000.
- Лист от карта K-34-10. Мащаб: 1 : 100 000.
- Лист от карта L-34-141. Мащаб: 1 : 100 000.
- Лист от карта L-34-142. Мащаб: 1 : 100 000.